# 王宏 (1960年4月)
王宏 (1960年4月—)，山东济南人，美籍华人，中华人民共和国教育部长江学者讲座教授，南卡罗来纳大学数学系终身教授。主要从事计算数学的教学科研工作。

## 生平
王宏于1981年和1984年先后获得山东大学数学学士学位和计算数学硕士学位，1992年获得怀俄明大学数学博士学位，现任南卡罗来纳大学数学系终身教授。